# 辛格勞利縣
辛格勞利縣是印度的一個縣，位於該國中部，由中央邦負責管轄，面積5,672平方公里，識字率為62.36%，人口在2001至2011年期間增長28.03%，2011年人口1,178,132，人口密度每平方公里208人。

## 外部連結
- （页面存档备份，存于） list of places in Singrauli

24°12′00″N 82°40′12″E / 24.20000°N 82.67000°E